# Erik (wrestler)
Raymond Rowe (Cleveland, 21 agosto 1984) è un wrestler statunitense sotto contratto con la WWE.
Rowe è noto per aver formato, con Ivar, i Viking Raiders, con il quale ha vinto una volta il Raw Tag Team Championship e combattuto nel territorio di sviluppo della WWE, NXT, dove hanno vinto una volta l'NXT Tag Team Championship. In singolo, Erik ha vinto una volta il 24/7 Championship.
Il duo, prima di approdare in WWE, era noto come War Machine e ha lottato nella New Japan Pro-Wrestling e nella Ring of Honor dove hanno vinto rispettivamente due volte l'IWGP Tag Team Championship e una volta il ROH World Tag Team Championship.

## Carriera

### WWE (2018–presente)

#### NXT(2018–2019)
Il 16 gennaio 2018 la WWE annunciò di aver messo sotto contratto i War Machine, mandandoli nel Performance Center. Hanson e Rowe debuttarono come i War Raiders nella puntata di NXT dell'11 aprile interferendo nel match tra gli Heavy Machinery (Otis Dozovic e Tucker Knight) e Riddick Moss e Tino Sabbatelli. Nella puntata di NXT del 18 aprile i War Raiders fecero il loro debutto sul ring sconfiggendo facilmente i Metro Brothers (Chris Metro e JC Metro), due jobber. Il 17 novembre, a NXT TakeOver: WarGames, i War Raiders, Pete Dunne e Ricochet sconfissero l'Undisputed Era (Adam Cole, Bobby Fish, Kyle O'Reilly e Roderick Strong) in un WarGames match. Il 26 gennaio 2019, a NXT TakeOver: Phoenix, i War Raiders sconfissero Kyle O'Reilly e Roderick Strong dell'Undisputed Era conquistando l'NXT Tag Team Championship per la prima volta. Il 5 aprile, a NXT TakeOver: New York, i War Raiders mantennero le cinture contro Aleister Black e Ricochet.

#### Raw(2019–2021)
Con lo Shake-up del 15 aprile i War Raiders  vennero trasferiti nel roster di Raw, nonostante detenessero ancora l'NXT Tag Team Championship. In tale puntata, i due cambiarono nome in Erik e Ivar come The Viking Experience e, in serata, sconfissero, assieme ai Revival, Aleister Black, Ricochet, Curt Hawkins e Zack Ryder. Nella puntata di Raw del 22 aprile Erik e Ivar cambiarono nome in The Viking Raiders e attaccarono i Lucha House Party. Nella puntata di NXT del 1º maggio i Viking Raiders resero vacante l'NXT Tag Team Championship dopo la loro promozione al roster di Raw avvenuta sedici giorni prima. Nella puntata di Raw del 26 agosto i Viking Raiders parteciparono ad un Gauntlet match per determinare gli sfidanti al Raw Tag Team Championship di Braun Strowman e Seth Rollins ma vennero eliminati per squalifica insieme a Luke Gallows e Karl Anderson. Nella puntata di Raw del 14 ottobre i Viking Raiders sconfissero Dolph Ziggler e Robert Roode conquistando il Raw Tag Team Championship per la prima volta. Nella puntata di Raw del 18 novembre i Viking Raiders affrontarono Randy Orton e Ricochet per difendere il Raw Tag Team Championship ma vennero sconfitti per squalifica, mantenendo così i titoli, a causa dell'invasione degli atleti di SmackDown e NXT. Nella puntata di Raw del 9 dicembre i Viking Raiders difesero con successo i titoli contro gli Street Profits. Il 15 dicembre, a TLC: Tables, Ladders & Chairs, i Viking Raiders organizzarono una Open Challenge per il Raw Tag Team Championship, e ad essa risposero Luke Gallows e Karl Anderson dell'O.C., ma tale incontro terminò in doppio count-out. Nella puntata di Raw del 6 gennaio 2020 i Viking Raiders difesero con successo i titoli in un Triple Threat Tag Team match contro Luke Gallows e Karl Anderson e gli Street Profits. Nella puntata di Raw del 20 gennaio i Viking Raiders persero i titoli contro Buddy Murphy e Seth Rollins dopo 98 giorni di regno. Il 27 febbraio, nel Kick-off di Super ShowDown, i Viking Raiders vennero sconfitti da Luke Gallows e Karl Anderson. L'8 marzo, nel Kick-off di Elimination Chamber, i Viking Raiders trionfarono su Curt Hawkins e Zack Ryder. Nella puntata di Raw del 22 giugno i Viking Raiders affrontarono gli Street Profits per il Raw Tag Team Championship ma vennero sconfitti. Nella puntata di Raw del 27 luglio i Viking Raiders parteciparono ad un triple threat tag team match che comprendeva anche Andrade e Angel Garza e Cedric Alexander e Ricochet per determinare gli sfidanti al Raw Tag Team Championship degli Street Profits ma il match venne vinto da Andrade e Garza. In seguito, dopo l'infortunio di Ivar al collo, anche Erik si infortunò al tricipite. Nella puntata di Raw del 9 novembre Erik tornò in azione schienando Akira Tozawa durante un incontro multiplo conquistando il 24/7 Championship per la prima volta, ma lo perse immediatamente dopo contro Drew Gulak. Nella puntata di SmackDown del 9 aprile 2021 Erik partecipò all'André the Giant Memorial Battle Royal ma venne eliminato da Elias e Jaxson Ryker. Nella puntata di Raw del 7 giugno i Viking Raiders, tornati in azione da poco tempo, trionfarono in una Battle Royal eliminando per ultimi gli RK-Bro, diventando gli sfidanti al Raw Tag Team Championship di AJ Styles e Omos. Il 18 luglio, a Money in the Bank, i Viking Raiders vennero tuttavia battuti da Styles e Omos, fallendo nell'opportunità di conquistare le cinture di coppia di Raw. Due settimane dopo, a Raw, nella rivincita titolata di Money in the Bank, i Viking Raiders vennero nuovamente sconfitti da Styles e Omos.

#### SmackDown(2021–2023)
Il 4 ottobre, per effetto del Draft, i Viking Raiders passarono al roster di SmackDown. I due debuttarono nello show nella puntata del 5 novembre sconfiggendo Happy Corbin e Madcap Moss per count-out. Il 21 novembre, a Survivor Series, i Viking Raiders presero parte ad una Battle Royal dedicata a The Rock ma vennero eliminati. Nella puntata di SmackDown del 26 novembre Erik prese parte una Battle Royal per determinare lo sfidante allo Universal Championship di Roman Reigns ma venne eliminato. Nella puntata di SmackDown del 24 dicembre Erik partecipò ad un Gauntlet match per determinare lo sfidante all'Intercontinental Championship di Shinsuke Nakamura ma venne eliminato da Angel. Nella puntata di SmackDown del 14 gennaio i Viking Raiders vinsero un Fatal 4-Way Tag Team match che comprendeva Cesaro e Mansoor, Jinder Mahal e Shanky e i Los Lotharios (Angel e Humberto), diventando gli sfidanti allo SmackDown Tag Team Championship degli Usos. Il 19 febbraio, ad Elimination Chamber, il match tra i Viking Raiders e gli Usos per i titoli di coppia di SmackDown non ebbe inizio a causa dell'attacco dei campioni agli sfidanti. Nella puntata di SmackDown del 4 marzo i Viking Raiders sfidarono nuovamente gli Usos per i titoli ma vennero sconfitti. Nella puntata di SmackDown del 1º aprile Erik prese parte all'annuale André the Giant Memorial Battle Royal ma venne eliminato da Commander Azeez (appartenente al roster di Raw). Dopo una breve parentesi ad NXT 2.0 contro i Creed Brothers, i Viking Raiders tornarono come heel nella puntata di SmackDown del 24 giugno attaccando il New Day (Kofi Kingston e Xavier Woods). Il 1º aprile, a WrestleMania 39, i Viking Raiders presero parte ad un Fatal 4-Way match insieme all'Alpha Academy, Braun Strowman e Ricochet e gli Street Profits ma il match venne vinto dai Profits.

#### Ritorno adRaw(2023–presente)
Il 29 aprile 2023, per effetto del Draft, i Raiders passarono al roster di Raw, facendovi dunque ritorno.

## Vita privata
Dal 27 ottobre del 2017 Rowe ha una relazione con Sarah Bridges, sua collega in WWE, e il 9 febbraio 2021 la coppia ha avuto un figlio, Raymond Cash Rowe.

## Personaggio
Erik ed il suo compagno di tag team Ivar seguono lo stile di vita straight edge. Come si può dedurre dal suo profilo Instagram, Erik è un cacciatore, pratica le arti marziali e partecipa a numerose rievocazioni storiche dell'epoca vichinga.

### Mosse finali

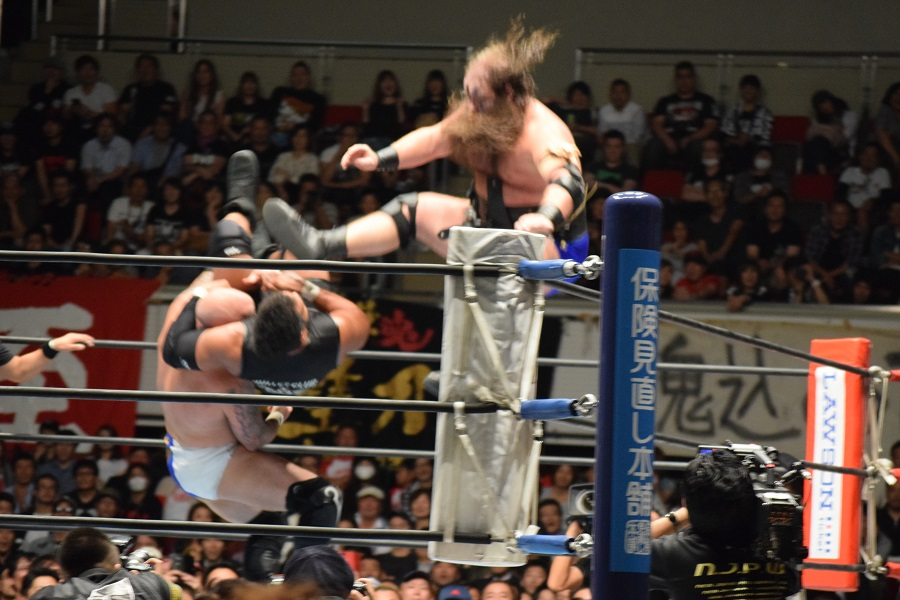
I War Machine eseguono la Fallout su Tanga Loa

- Death Rowe (Full nelson seguita da una Knee lift alla nuca dell'avversario)

### Soprannomi
- "Death Rowe"
- "Mr. Right"

## Titoli e riconoscimenti
- Anarchy Championship Wrestling

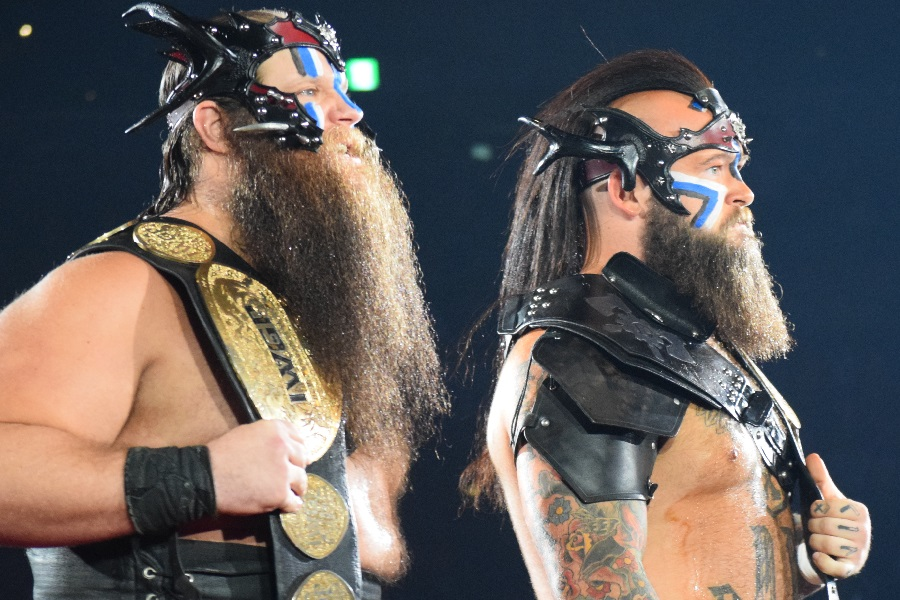
I War Machine con l'IWGP Tag Team Championship, titolo che hanno vinto due volte

  - Anarchy Heavyweight Championship (1)
  - World Hardcore Championship (1)
- Absolute Intense Wrestling
  - AIW Absolute Championship (1)
  - J.T. Lightning Tournament (2015)
- Brew City Wrestling
  - BCW Tag Team Championship (1) – con Hanson
- Cleveland All-Pro Wrestling
  - CAPW Heavyweight Championship (1)
  - CAPW Tag Team Championship (1) – con Jason Bane
- Firestorm Pro Wrestling
  - Firestorm Pro Heavyweight Championship (1)
- International Wrestling Cartel
  - IWC World Heavyweight Championship (1)
  - IWC Tag Team Championship (1) – con J-Rocc
- New Japan Pro-Wrestling
  - IWGP Tag Team Championship (2) – con Hanson
- NWA Branded Outlaw Wrestling
  - NWA BOW Heavyweight Championship (1)
  - NWA BOW Outlaw Championship (1)
- NWA Lone Star
  - NWA Lone Star Junior Heavyweight Championship (1)
  - NWA Lone Star Tag Team Championship (1) – con Jax Dane
- NWA Wrestling Revolution
  - NWA Grand Warrior Championship (2)
- Pro Wrestling Illustrated
  - 97º tra i 500 migliori wrestler singoli secondo PWI 500 (2016)
- Ring of Honor
  - ROH World Tag Team Championship (1) – con Hanson
- VIP Wrestling
  - VIP Heavyweight Championship (2)
  - VIP Tag Team Championship (1) – con Hanson
- What Culture Pro Wrestling
  - WCPW Tag Team Championship (1) – con Hanson
- WWE
  - World Tag Team Championship (2) – con Ivar
  - NXT Tag Team Championship (1) – con Hanson/Ivar
  - WWE 24/7 Championship (1)